# (523634) 2010 AH2
(523634) 2010 AH2 est un transneptunien de magnitude absolue 5,8. 
Son diamètre est estimé à 334 km, ce qui le qualifie comme candidat au statut de planète naine.